# Gilles Lemaire
Pour les articles homonymes, voir Lemaire.
 (juillet 2008).
Si vous disposez d'ouvrages ou d'articles de référence ou si vous connaissez des sites web de qualité traitant du thème abordé ici, merci de compléter l'article en donnant les références utiles à sa vérifiabilité et en les liant à la section « Notes et références ».
Gilles Lemaire, né le 26 janvier 1951 à Paris, est un homme politique français, secrétaire national des Verts de janvier 2003 à janvier 2005.

## Biographie

### Parcours politique et militant
En janvier 1969, Gilles Lemaire adhère au Parti socialiste unifié. En 1976, il participe à la fusion de Révolution ! et de la Gauche ouvrière et paysanne pour former l'Organisation communiste des travailleurs, puis cesse le militantisme d'extrême gauche l'année suivante. De 1982 à 1992, il est membre du Parti socialiste.

#### Sous le gouvernement Jospin
Il adhère aux Verts en 1999. Il se retrouve dès l'Assemblée fédérale de Toulouse en 2000 dans la tendance la plus critique sur la participation des Verts au gouvernement Jospin dans le cadre de la Gauche plurielle, et la plus attachée à l'autonomie des Verts, « Autrement les Verts » (ALV).
En 2001 il est l'un des initiateurs de la motion « Reconstruire l'espoir » pour l'Assemblée fédérale de La Plaine Saint-Denis, dont le texte sera finalisé à son domicile et qui obtiendra 28 % des voix. Elle regroupe les militants qui ont condamné l'éviction d'Alain Lipietz de la candidature des Verts pour la présidentielle de 2002, qui estiment que les Verts ont avalé plus de couleuvres qu'ils n'ont obtenu dans le gouvernement de « majorité plurielle » auquel leur mouvement participe depuis 1997, qui refusent un accord électoral avec le PS pour les législatives de 2002 en l'absence d'accord programmatique et qui sont très critiques sur la manière dont Dominique Voynet conçoit son rôle de secrétaire nationale.

#### Secrétaire national des Verts
Il participe activement à la poursuite de cette démarche, la motion « Désir de Vert », qui recueille 30 % des suffrages des adhérents en novembre 2002 et qui, avec la partie la plus environnementaliste du mouvement et le soutien d'une petite motion d'essence libertaire, remporte la majorité à l'assemblée fédérale de Nantes en décembre 2002. En janvier 2003 il devient secrétaire national des Verts.
Il contribue alors au lancement, sans l'aval du CNIR mais avec certains des animateurs de Désir de Vert, de l'Appel pour une alternative à gauche, dit « Appel Ramulaud » du nom du restaurant où se réunissaient ses rédacteurs.
Avec Désir de Vert et conformément au texte d'orientation adopté à l'Assemblée générale de Nantes et à la motion votée par le CNIR en juin 2003, il appelle les Verts à présenter partout des listes autonomes aux élections régionales. La moitié des régions le feront et verront cette stratégie validée par les urnes. Partout où elle a été mise en œuvre, au soir du premier tour des régionales de 2004, les Verts dépassent les 5 %, approchent les 10 % en Bretagne et les dépassent en Rhône-Alpes.
Fin 2004, la tendance à laquelle appartient Gilles Lemaire tombe de 30 à 25 %, et, après des hésitations et déclarations contradictoires, son souhait d'être reconduit se voit mis en échec.
En 2004, il s'oppose à l'extradition du terroriste italien d'extrême gauche Cesare Battisti.

#### Après le secrétariat national
Gilles Lemaire a pris position en 2005 en faveur du vote « Non » pour le référendum sur le traité constitutionnel européen mais n'a pas fait publiquement campagne, estimant que cela aurait joué contre les Verts qui avaient choisi majoritairement le « Oui ».
Après avoir dit qu'il soutiendrait la candidature de José Bové pour la présidentielle de 2007 comme candidat de l'écologie politique puis qu'une candidature de la gauche du « Non » ou de la « Gauche de la gauche » n'avait pas sa faveur car sans logique politique par incapacité de faire des propositions sur les problèmes capitaux posés par l'écologie politique comme la décroissance, les OGM ou le développement de l'énergie nucléaire, vu la candidature présentée par les Verts, celle de Dominique Voynet, qu'il a toujours combattu, il soutient finalement la candidature de José Bové malgré ses ambigüités dues à la volonté de celui-ci de regrouper la gauche antilibérale des Verts à la LCR en passant par le PC. Il participe donc activement à la campagne présidentielle de José Bové.
Proche de José Bové depuis la lutte contre l'extension du camp militaire du Larzac à laquelle il participa en tant que militant de la GOP, il participe avec lui à plusieurs fauchages d'OGM en tant que secrétaire national des Verts. Il fait partie des militants condamnés in solidum à la suite de ces actions et a de ce fait été menacé de la saisie de ses biens. La société Biogemma ayant relancé la procédure de saisie des 200 000 euros dus au titre des dommages et intérêts par les 8 faucheurs condamnés par la cour d'appel de Riom, à la suite d'un fauchage de maïs OGM le 14 août 2004 à Marsat (Puy de Dôme), fauchage auquel avaient participé 200 militants.
Fin 2007, Gilles Lemaire est désigné au conseil d'administration et au bureau de Attac au titre de représentant de l'AITEC. Il exerce ces deux mandats jusqu'en février 2013, moment où il est remplacé par une autre représentante de l'AITEC, Hélène Cabioch. Il contribue toujours activement à l'animation de la commission écologie et société de Attac.
Le 30 novembre 2015, il est parmi les signataires de l'« Appel des 58 » : « Nous manifesterons pendant l'état d'urgence »,.

### Vie privée
Il a été en couple avec la femme politique écologiste Cécile Duflot.